# On the Road Again (píseň, Canned Heat)
„On the Road Again“ je píseň americké bluesrockové skupiny Canned Heat. Poprvé vyšla na albu Boogie with Canned Heat (leden 1968) a později i jako singl – v dubnu 1968 s písní „Boogie Music“ na B-straně (šlo o zkrácenou verzi písně). Singl se umístil na šestnácté příčce hitparády Billboard Hot 100. Na rozdíl od jiných písní kapely použil v „On the Road Again“ zpěvák Alan Wilson při zpěvu falzet (hlavním zpěvákem kapely byl Bob Hite, který se však na nahrávání této písně nepodílel). Píseň je založená na písni „On the Road Again“ od bluesového hudebníka Floyda Jonese (1953), která je remakem jeho starší písně „Dark Road“ (1951). Obě písně jsou založeny na ještě starší písni, konkrétně „Big Road Blues“ (1928) od Tommyho Johnsona. Kapela Canned Heat nahrála demonahrávku své verze písně v dubnu 1967. Tato verze dosahovala délky sedmi minut a hrál v ní původní bubeník Frank Cook. Později toho roku skupina nahrála finální verzi pro své druhé album Boogie with Canned Heat, tentokrát již s novým bubeníkem Adolfem de la Parrou. Kromě Wilsona (zpěv, harmonika kytara, tambura) a de la Perry (bicí) v této nahrávce hráli ještě Larry Taylor (baskytara) a Henry Vestine (kytara). Výrazným prvkem písně je indický nástroj tambura, který jí dodal psychedelický nádech. Zpěvačka Katie Melua vydala coververzi písně na svém albu Piece by Piece.